# 4370 Dickens
4370 Dickens este un asteroid din centura principală, descoperit pe 22 septembrie 1982 de Edward Bowell.